# Plassoderinus costipennis
Plassoderinus costipennis là một loài bọ cánh cứng trong họ Attelabidae. Loài này được Fahraeus miêu tả khoa học năm 1871.